# Belén Cuesta

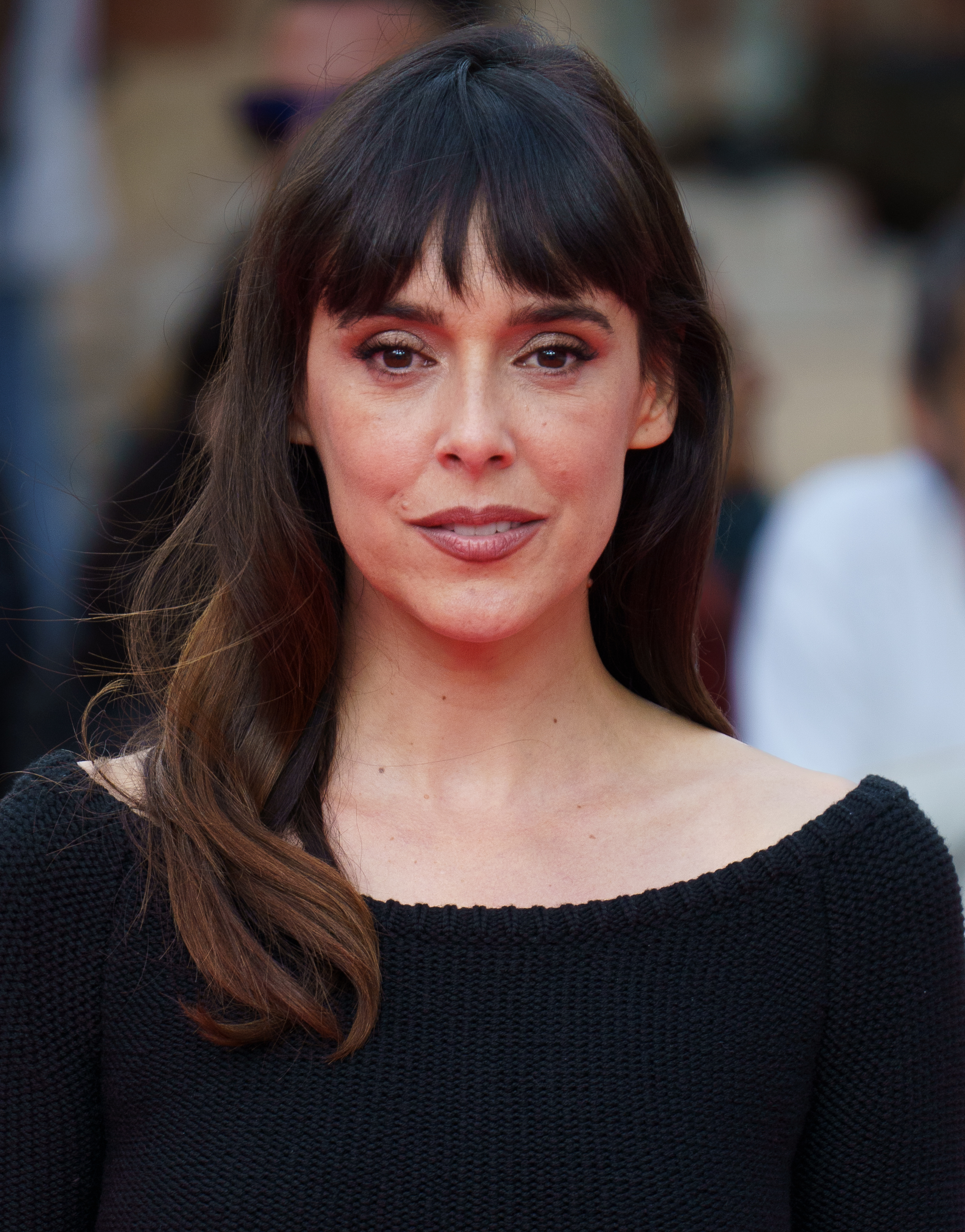
Belén Cuesta beim Filmfestival Málaga 2025

Belén Cuesta Llamas (* 24. Januar 1984 in Sevilla) ist eine spanische Schauspielerin und Goya-Preisträgerin.

## Leben
Belén Cuesta wurde in Sevilla geboren, wuchs jedoch in Fuengirola nahe Málaga auf und besuchte dort schließlich die Escuela Superior de Arte Dramático, eine Schauspielhochschule. Sie ist besonders für ihre Theaterauftritte bekannt, jedoch auch für viele Film-, Fernseh- und Werberollen. Internationale Bekanntheit erlangte sie in ihrer Rolle der Julia/Manila in der spanischen Fernsehserie Haus des Geldes, die sie seit 2019 spielt. Für ihre Rolle der Rosa in Der endlose Graben (2019) erhielt sie zahlreiche Nominierungen und Auszeichnungen, darunter den Goya als beste Hauptdarstellerin.
Sie führt eine Partnerschaft mit dem Schauspieler Tamar Novas und lebt in Madrid.

## Filmografie (Auswahl)
- 2009: Hierro – Insel der Angst (Hierro)
- 2011: Perro flaco
- 2011: Operación Malaya (Fernsehfilm)
- 2011: Palomitas (Fernsehserie, 9 Folgen)
- 2012: La montaña rusa
- 2012: Bandolera (Fernsehserie, 15 Folgen)
- 2013: #Sequence
- 2015: Vis a vis (Fernsehserie, 2 Folgen)
- 2015: Aquí Paz y después Gloria (Fernsehserie, 8 Folgen)
- 2015: 8 Namen für die Liebe 2 (Ocho apellidos catalanes)
- 2016: Tenemos que hablar
- 2016: El pregón
- 2016: Kiki – Leidenschaftlich Spanisch (Kiki, el amor se hace)
- 2016: Villaviciosa de al lado
- 2016: Buscando el norte (Fernsehserie, 8 Folgen)
- 2016–2019: Paquita Salas (Fernsehserie, 16 Folgen)
- 2017: Proyecto tiempo
- 2017: La llamada
- 2017–2018: Ella es tu padre (Fernsehserie, 13 Folgen)
- 2018: Die Warnung (El aviso)
- 2018: BByC: Bodas, Bautizos y Comuniones (Fernsehfilm)
- 2019: Trotz allem (A pesar de todo)
- 2019: Der endlose Graben (La trinchera infinita)
- 2019: Litus.
- 2019: Parking
- 2019: Die obskuren Geschichten eines Zugreisenden (Ventajas de viajar en tren)
- 2019–2021: Haus des Geldes (La casa de papel, Fernsehserie, 20 Folgen)
- 2020: Sentimental
- 2020: The Wedding Unplanner (Hasta que la boda nos separe)
- 2022. Un novio para mi mujer
- 2023: Der Fluch des Kuckucks (El Cuco)
- 2023: Cites (Fernsehserie, 6 Folgen)
- 2023: Cristo y Rey (Fernsehserie, 8 Folgen)
- 2023: Romancero (Fernsehserie, 6 Folgen)
- 2024: Cristóbal Balenciaga (Fernsehserie, Folge 1x05 Dressing a Queen)
- 2024: Töchter des Schweigens (Las largas sombras, Fernsehserie, 6 Folgen)
- 2025: Legado (Fernsehserie)